# Maude Hutchins
Maude Hutchins (1899 in New York City – 28. März 1991 in Fairfield, Connecticut) war eine US-amerikanische Schriftstellerin, deren Werk in der Zeit zwischen 1948 und 1967 entstand.

## Leben
Hutchins wurde früh Waise und zusammen mit ihrer Schwester von einer Tante aufgezogen. Nach ihrem Schulabschluss studierte sie Malerei und Bildhauerei an der Yale University und nahm an Ausstellungen bedeutender Museen und Galerien teil. In Zusammenarbeit mit Mortimer Adler entstand Diagrammatics (1932), eine Sammlung von „psychologischen Zeichnungen“ und Gedichten.
Zwischen 1921 und 1948 war sie mit dem Erziehungsphilosophen und Präsidenten der University of Chicago, Robert Maynard Hutchins, verheiratet und bekam mit ihm drei Kinder. Nach dem Scheitern der Ehe zog sie 1948 mit zwei ihrer drei Töchter nach Connecticut und begann zu schreiben. Es entstanden neun Romane sowie eine Reihe von Kurzgeschichten, Theaterstücken und Gedichten.
Viele ihrer Werke sind als diary fiction angelegt und beeindruckten in ihrer Entstehungszeit durch einen ungewohnt direkten und offenen Umgang mit den sexuell grundierten Gefühlen ihrer Protagonistinnen, wobei
Hutchins' Stil auch mit dem nouveau roman verglichen wurde. Ihr bekanntester Titel ist der Bildungsroman Victorine von 1959.
Hutchins' Rezeption im deutschen Sprachraum begann um 1960; seit den 1990er Jahren ist sie weitgehend in Vergessenheit geraten.

## Werke auf Deutsch
- Kabbala der Liebe, Limes Verlag, Wiesbaden 1958
- Maisies Memoiren, Limes Verlag, Wiesbaden 1959
- Noels Tagebuch, dt. v. Grete Weil. Limes Verlag, Wiesbaden 1960
  - als TB auch u.d.T.: Noels Tagebuch der Liebe, FiTa 1980
- Georgiana, Limes Verlag, Wiesbaden 1963
- Mein Liebster kommt (11 Kurzgeschichten), Limes Verlag, Wiesbaden 1965
  - als TB: Der Lift und andere erotische Erzählungen, FiTa 1981, Ullstein 1990
- Honig im Mond, Limes Verlag, Wiesbaden 1967